# Bunyola
Bunyola és una vila i municipi de Mallorca que es troba a la serra de Tramuntana cap el Raiguer. Confronta amb Valldemossa, Deià, Sóller, Escorca, Alaró, Santa Maria del Camí, Marratxí i Palma. El patró de la vila és sant Mateu i la festa major se celebra la setmana del 21 de setembre.

## Etimologia
L'origen del topònim Bunyola ha estat objecte de debat. Menéndez Pidal el vinculava amb la paraula llatina balneolum (diminutiu de balneum, ‘bany’), però aquesta teoria és considerada poc fonamentada. El llatí vulgar usava baneum, forma de la qual deriven les paraules romàniques modernes, i no hi ha evidència que balneum o balneolum sobrevisqués en la toponímia mossàrab.
En canvi, filòlegs com Francesc de B. Moll i Joan Coromines defensen que Bunyola deriva de vineola (‘petita vinya’ en llatí), forma que hauria evolucionat en buniola en boca dels parlants àrabs. Aquesta hipòtesi és reforçada per documents medievals, que mostren variants antigues del nom com Bunnola (1232), Buinola (1233) i Bunyola (1348). Així mateix, en textos àrabs antics transcrits amb caràcters àrabs es documenta una forma que pot correspondre a bineola o baniola, més propera a vineola que no a balneolum.

## Població
| Entitat de població | Habitants (2024) |
| Bunyola             | 5.257            |
| Palmanyola          | 2.250            |
| Orient              | 18               |
| Baix des Puig       | 1                |
| Font: INE           |                  |

Bunyola té 7.490 habitants, coneguts com a bunyolins. Els llinatges mallorquins més comuns són Mateu, Quetgles (Quetglas), Suau, Amengual, Castell i Riera. Els més habituals, sense tenir en compte l'origen, són Mateu, Garcia, Quetgles (Quetglas), Martínez, Suau, Pérez, López, Amengual, Castell i González.
El municipi de Bunyola presenta una estructura territorial diversa que combina el nucli històric amb àrees adjacents, nuclis tradicionals i urbanitzacions de creació més recent. Dins el nucli principal de Bunyola s'identifiquen àrees amb denominació pròpia com el Barracar, el Garrigó i la Raval.
A més del nucli principal, Bunyola compta amb nuclis tradicionals com Baix del Puig, un petit barri residencial situat a la falda del turó del Puig, i Orient, una vall tancada i antiga possessió que ha mantingut la seva fesomia rural i que constitueix un dels llogarets amb més valor patrimonial i paisatgístic del municipi. Pel que fa als nuclis de nova formació, destaquen urbanitzacions i zones residencials sorgides entre la segona meitat del segle xx i l'actualitat: Palmanyola, la Font Seca, els Cocons, Cal Binissalemer, Cal Molí, el Pla de la Coma, Son Amar i la Coma del Puig Verd, que han contribuït al creixement demogràfic.
La població de dret de Bunyola ha experimentat una evolució destacable des del segle xix fins a l'actualitat, mostrant un creixement moderat durant més d'un segle i una expansió sostinguda a partir dels anys 1970. Segons les dades censals, l'any 1842 Bunyola comptava amb 1.928 habitants de dret, i al llarg del segle xix i principis del xx el creixement fou lent però constant: el municipi arribava a 2.486 habitants el 1920 i superava lleugerament els 2.500 a la dècada de 1940.
A partir de la dècada de 1970, però, es detecta un canvi de tendència, amb un increment accelerat de la població: es passa de 2.622 habitants el 1970 a 3.132 el 1981, i ja 4.036 el 1991. Aquest creixement s'intensifica encara més a inicis del segle xxi. Així, Bunyola arribava a 5.029 habitants de dret l'any 2001, 6.270 el 2011 i 7.115 el 2021. Aquesta dinàmica evidencia la transició del municipi cap a un model més residencial, dins l'àrea d'influència metropolitana de Palma.

## Geografia
Situat al vessant sud de la Serra de Tramuntana, el terme de Bunyola abasta part dels contraforts muntanyosos i de les valls interiors de la serra de Tramuntana, declarada Patrimoni de la Humanitat per la UNESCO el 2011. El relleu és accidentat al nord i oest, on s'assoleixen les majors altituds, mentre que al sud-est baixa cap al pla. Destaca la serra d'Alfàbia (1.067 m d'altitud al cim homònim) i el puig de Son Poc, que formen la carena occidental; altres cims notables del terme són el Penyal d'Honor (807 m, dins la Comuna de Bunyola) i el puig de n'Alí (1035 m, a la frontera amb Sóller).

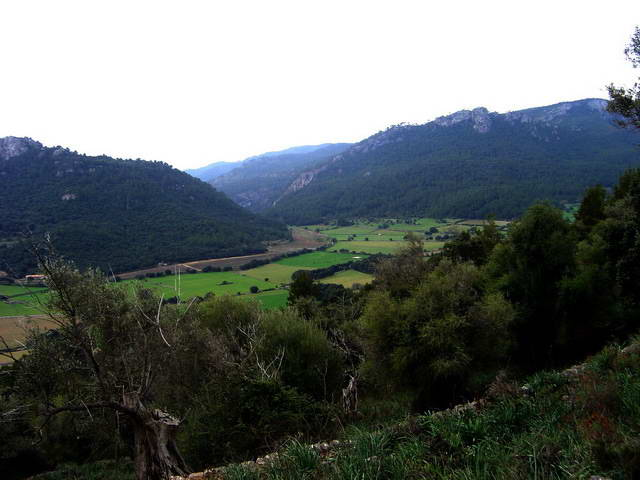
Vall d'Orient

La vall d'Orient, a l’extrem nord-est, és una conca interior de terra fèrtil envoltada de muntanyes i drenada pel torrent de Coanegra. Aquest torrent neix a la serra de Tramuntana i travessa la vall d'Orient abans de sortir del terme cap a Santa Maria. Un altre curs notable és el torrent de Bunyola, format prop del coll de Sóller i que davalla vers el sud. El municipi té una àmplia zona forestal comunal, sa Comuna de Bunyola, un bosc públic de pins i alzines amb antigues rutes de carboners i forns de calç.
El clima és mediterrani litoral, amb hiverns suaus i estius calorosos i secs. La proximitat de la Tramuntana modera les temperatures estivals i afavoreix precipitacions orogràfiques; els hiverns solen registrar mínimes per sota de la mitjana insular en zones elevades. Les temperatures mitjanes oscil·len aproximadament entre 10-15 °C al gener i 25-30 °C al juliol, amb precipitacions concentrades a la tardor i l'hivern (entorn de 500-600 mm anuals).
La diversitat de paisatges va des dels conreus de secà (ametllers, garrovers, oliveres) de les terres baixes i la vall d'Orient, fins a l'alzinar i la garriga de les muntanyes. Part de l'entorn natural de Bunyola s'integra dins la Serra de Tramuntana protegida.

## Història

### Prehistòria i Antiguitat

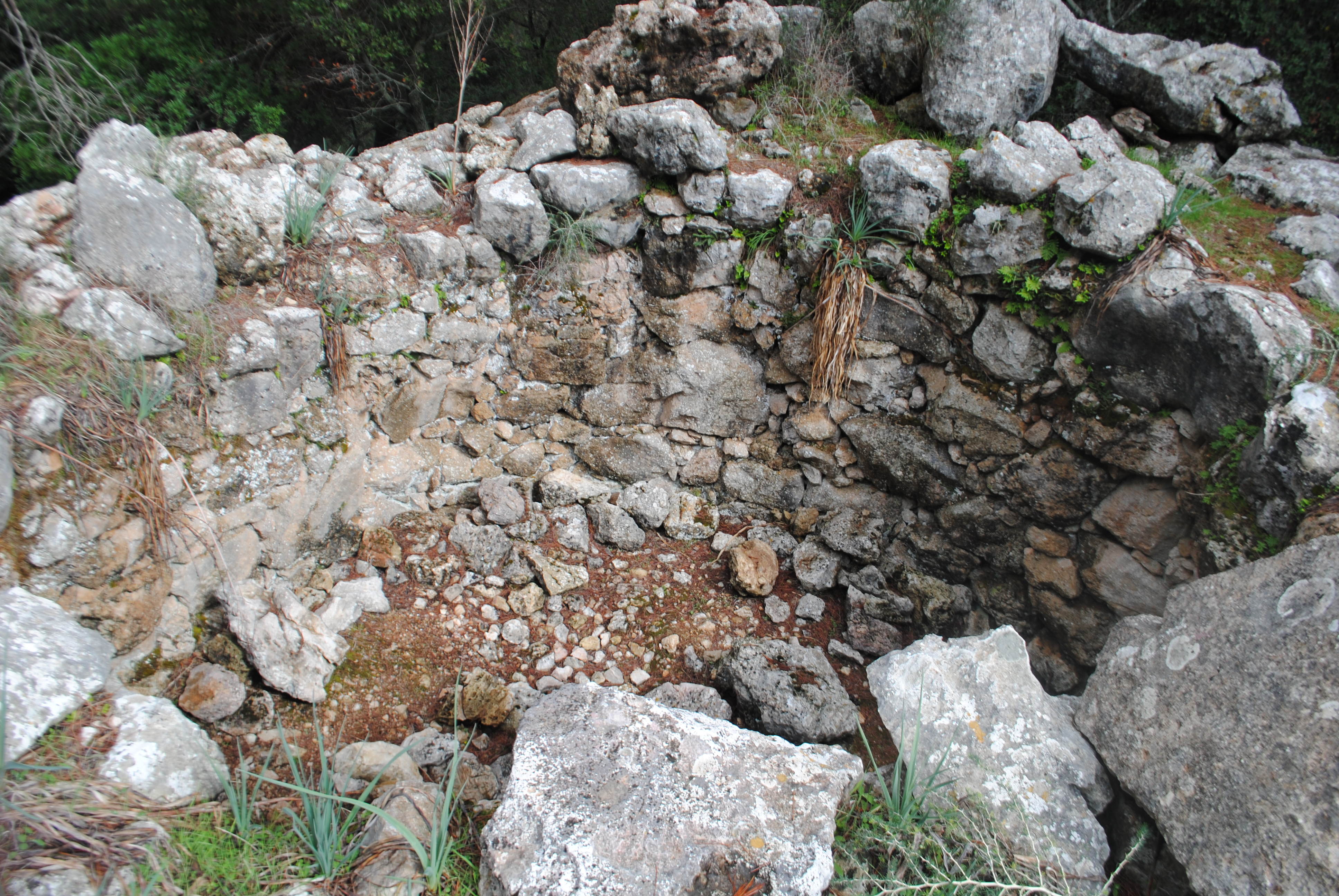
Cambra central del talaiot de Coma-sema

El territori que avui ocupa el municipi de Bunyola fou habitat ja des de la prehistòria. S'hi han documentat restes arqueològiques pertanyents a la cultura talaiòtica, pròpia de les Balears durant l'Edat del bronze i del ferro (aproximadament 1300–123 aC). Dins el terme es troben estructures en finques com la Coma-sema, Son Palou o l'Alqueria Blanca, que posen de manifest l'existència de poblats antics. També hi ha restes de coves d'enterrament col·lectiu.
Amb la conquesta romana de Mallorca l'any 123 aC per Quint Cecili Metel, l'illa s'integrà a la província de l'Hispània Citerior. En el terme de Bunyola s'han trobat indicis de vil·les rústiques i d'activitats mineres, com l'explotació de galena argentífera a la zona de Son Creus.

### Edat mitjana
En el període islàmic (903-1229 dC), Bunyola formà part del juz de Bunyûla-Mûsû dins l'Emirat de Mayurqa, juntament amb les terres d'Esporles, Valldemossa, Deià i part de Banyalbufar. D'aquests segles de dominació musulmana resta el llegat en la toponímia local i el traçat d'algunes alqueries.
La conquesta de Mallorca per les tropes del rei Jaume I d'Aragó (1229-1231) va suposar la redistribució feudal de les terres bunyolines. Segons el Llibre del Repartiment, en aquestes contrades es van assignar algunes antigues alqueries a nobles feudataris i ordes religioses: possessions com Alfàbia, Biniatzar, Beniforani o Raixa tenen origen en aquells lots repartits als conqueridors. Inicialment, les terres de Bunyola van correspondre al comte Nunó Sanç (un dels nobles catalans participants en la conquesta); a seva la mort, sense descendència, les possessions revertiren a la Corona de Mallorca, fins que el rei Sanç I i després Jaume III les administraren directament. Al segle xiv la vila de Bunyola ja comptava amb parròquia pròpia i el patró passà a ser sant Mateu.

### Edat moderna
Durant els segles xvi i xvii Bunyola participà en els conflictes socials i polítics del Regne de Mallorca, com la Germania (1521–1523), que tingué repercussions també a les possessions de la zona. Al segle xvii (1634–1635) s'inicià la construcció de l'actual església parroquial barroca. En aquesta època, la vila consolidà la seva estructura urbana entorn de l'església i el carrer d'Orient, amb l'edificació de les primeres cases nobles. L'economia es basava en l'agricultura de secà, especialment en el conreu de cereals, oliveres i vinya, i en l'explotació forestal (llenya, carbó, calç).

### Segles XIX i XX
La desamortització de béns eclesiàstics i el trencament del sistema senyorial a mitjan segle xix propiciaren l'adquisició de terres per nous propietaris, tot i que moltes grans possessions continuaren en mans de l'aristocràcia. El 1912 s'inaugurà el ferrocarril de Sóller, amb una estació a Bunyola, fet que millorà les comunicacions amb Palma i impulsà el transport de mercaderies i persones.

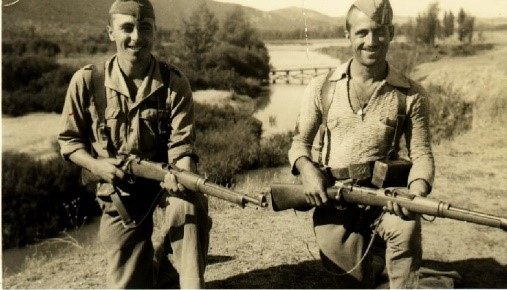
Soldats bunyolins

Durant la Guerra Civil espanyola (1936–1939), Bunyola, com la resta de Mallorca, es trobà sota control de les forces insurrectes des del primer moment. No obstant això, els mesos anteriors al cop d'estat havien estat de gran efervescència política i social. El municipi, de tradició pagesa i forestal, s'havia mobilitzat amb força durant la Segona República. El 14 d'abril de 1931 es proclamà la República amb una manifestació popular al poble, i posteriorment s'hi consolidà una activa vida política progressista.
Amb la victòria del Front Popular el febrer de 1936, es constituí una nova Comissió Gestora Municipal presidida pel jove Joan Nadal, amb participació de republicans i socialistes. L'Ajuntament republicà impulsà projectes de modernització local i intentà mitigar l'atur amb col·laboració de propietaris progressistes com Emili Darder, Bernat Marquès i Llorenç Roses, que durant la Guerra foren afusellats. Tanmateix, la dreta local i els sectors vinculats a Falange iniciaren provocacions constants i clima de tensió, que desembocaren en represàlies immediates després del cop militar.
La Guàrdia Civil, inicialment fidel al règim legal, ajudà a contenir l'assalt a l'Ajuntament, però pocs dies després obligà Joan Nadal a entregar la vara al nou batle designat pels insurrectes, Francesc Cerdà. Des d'aquell moment començà la repressió: detencions, confiscacions, humiliacions públiques amb oli de ricí, presó i vigilància política. La destil·leria dels Nadal fou saquejada, i diversos dirigents progressistes foren arrestats o perseguits. Alguns, patiren intents d'afusellament simulats; altres, foren lliurats als falangistes dels seus pobles després de ser delatats. Tot i que a Bunyola no hi hagué assassinats massius immediats, sí es produïren morts al front, episodis de tortura, espoli, amenaces i vexacions sistemàtiques. Les autoritats imposaren rituals d'adhesió simbòlica al règim, com fer besar la bandera o participar en desfilades. La por i el servilisme s'imposaren durant anys, mentre les víctimes eren silenciades.

## Patrimoni
Bunyola compta amb un ric patrimoni material, on destaquen tant edificis religiosos i públics com elements etnològics i restes arqueològiques:
- Església parroquial de Sant Mateu: Temple barroc construït al segle xvii sobre una antiga església gòtica. Té una nau principal amb capelles laterals i una façana austera de pedra. Destaca el retaule major, dedicat a la Mare de Déu i a sant Mateu, obra que integra imatgeria barroca mallorquina. Al seu interior es conserven obres d'art sacre, com un reliquiari de Sant Mateu i pintures religioses. L'església presideix sa Plaça, la plaça central de Bunyola, on també s'ubica l'antic edifici de l'Ajuntament.
- Els "Pujadors" de Bunyola: Es tracta d'un conjunt d'escales empedrades i costeruts carrerons al nucli antic, que connecten la part baixa del poble amb els barris alts. Aquests graons de pedra han estat declarats Bé d'Interès Cultural local per la seva significació etnològica.[13]

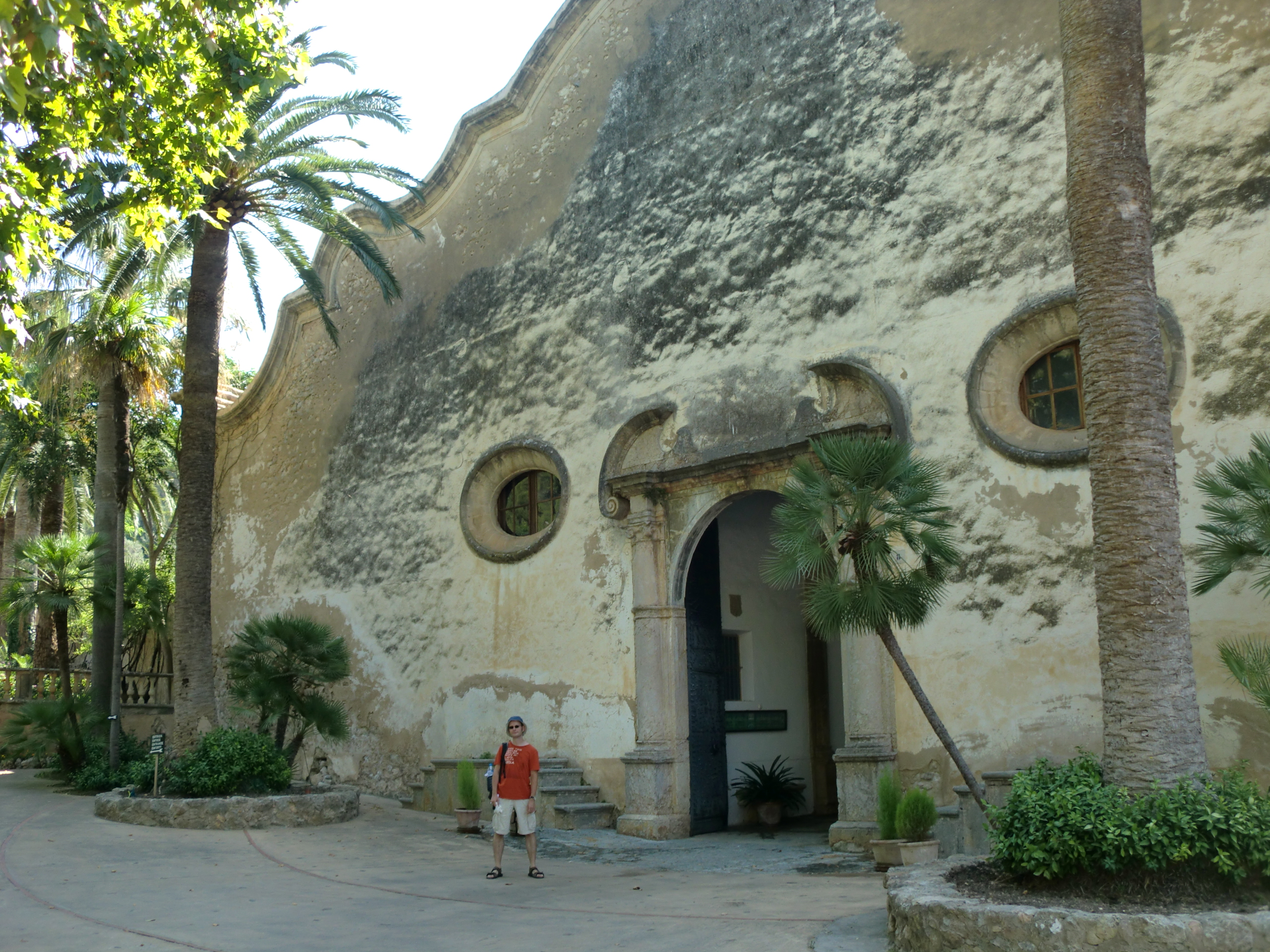
Alfàbia

- RaixaAlfàbiaPossessions i cases senyorials: Al terme de Bunyola hi ha nombroses possessions, que eren antigues finques rurals de senyors terratinents, algunes amb orígens medievals o moderns. Dues d'elles són avui espais museïtzats oberts al públic:

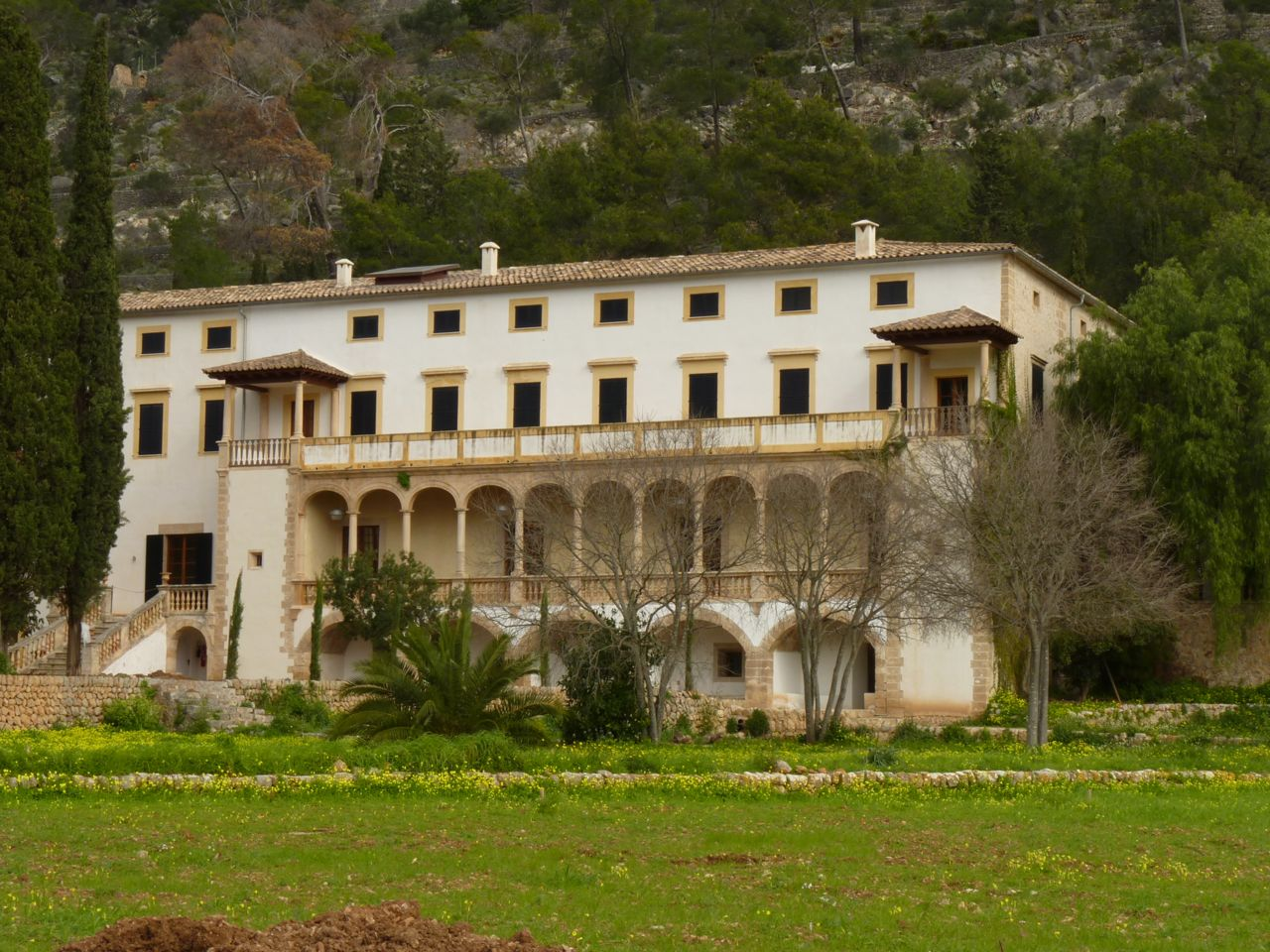
Raixa

  - Jardins d'Alfàbia: Situats prop del coll de Sóller, són els jardins històrics de la possessió d'Alfàbia, antiga alqueria islàmica. Inclouen un conjunt de jardins i horts amb estanys de nenúfars, fonts i una pèrgola d'aigua, envoltats de palmeres i vegetació exòtica. La possessió d'Alfàbia conserva la casa senyorial amb elements arquitectònics d'estil àrab, gòtic, renaixentista i barroc integrats harmònicament. Avui són un important reclam cultural i paisatgístic.[14]
  - Raixa: Gran possessió situada al sud-oest del municipi. La finca de Raixa, d'origen àrab, fou reformada al segle xviii pel cardenal Despuig per convertir-la en una vil·la senyorial d'estil italià. Destaca pel seu palau senyorial i sobretot pels seus jardins monumentals amb una escalinata, un gran estany, un jardí romàntic amb templets i un laberint vegetal. Raixa il·lustra la vida aristocràtica mallorquina dels segles xviii-xix, amb tafona, celler, estables i habitatges pels amos i missatges. Actualment és propietat pública, gestionada pel Consell de Mallorca. Es pot visitar, mostrant tant els exteriors com sales museogràfiques sobre la serra de Tramuntana.[15]
  - Altres possessions notables, encara de propietat privada, són: Coma-sema (a la vall d'Orient, amb una arquitectura fortificada), Son Termens i Son Amar (al sud del terme, avui reconvertida en centre d'espectacles), l'Alqueria d'Avall, Biniforani, Biniatzar, Son Creus, Honor o l'Alqueria Blanca, entre d'altres. Moltes conserven elements d'arquitectura tradicional, tal com la disposició de les cases al voltant del pati central, capelles, tafones o antics molins d'aigua.[16]
- Altres monuments i elements: Al terme s'hi poden veure exemples de molins fariners de sang o d'aigua del temps preindustrial. En l'àmbit arqueològic, cal destacar les restes prehistòriques: a més dels talaiots esmentats, s'han localitzat coves d'enterrament de l'Edat del bronze i restes ceràmiques d'època romana i islàmica en diversos punts. Finalment, com a patrimoni artístic, Bunyola té relleu en la pintura paisatgística: el pintor modernista català Santiago Rusiñol va pintar escenes a Bunyola (per exemple, el quadre Granja blanca, inspirat en una possessió local, avui al MNAC de Barcelona). També al poble hi ha una activa Coral Polifònica (fundada el 1969) i una Banda de Música,[17] que formen part del patrimoni cultural immaterial junt amb els gegants del poble.[18]

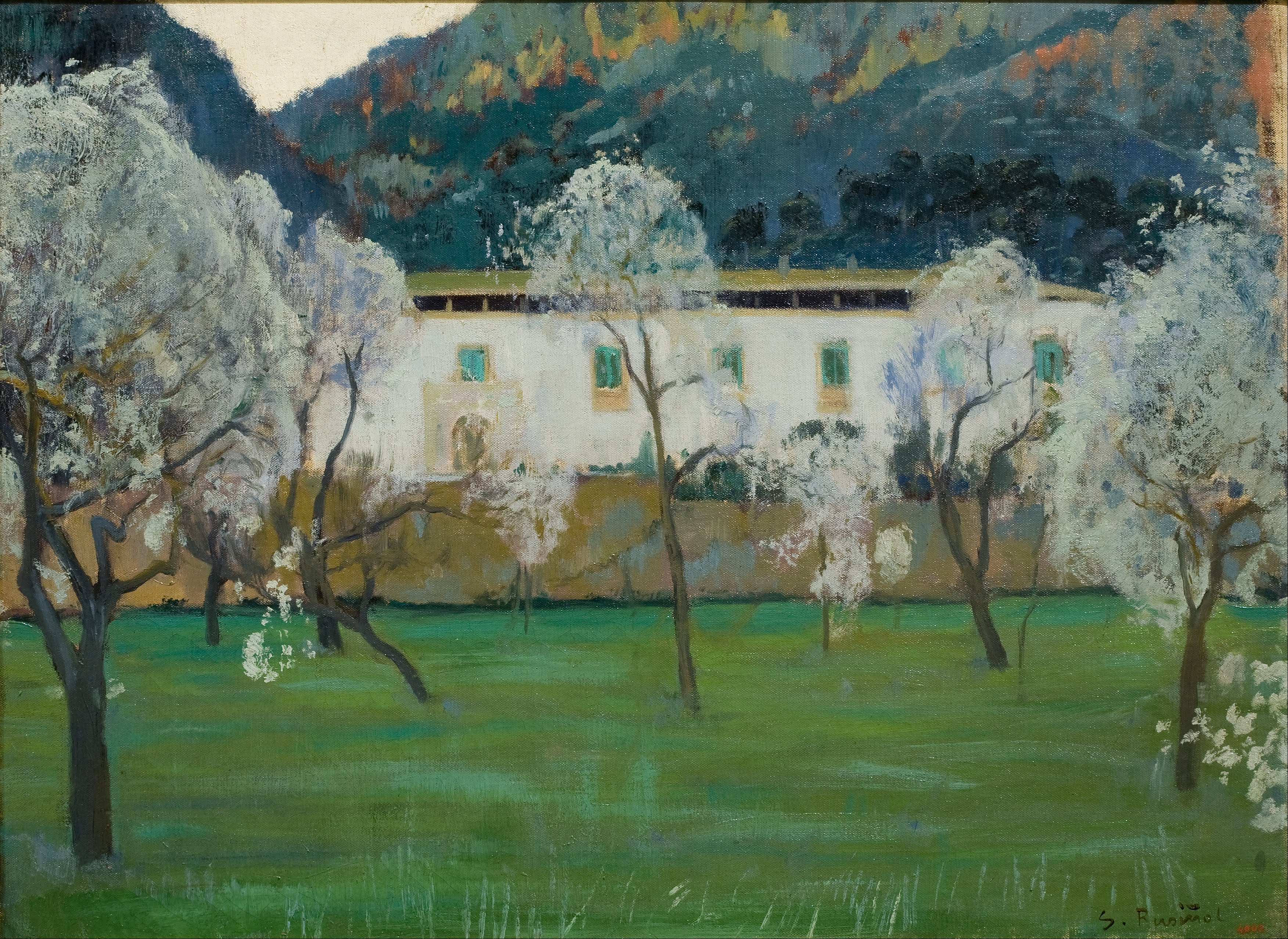
Granja Blanca, obra de Santiago Rusiñol, conservada al MNAC
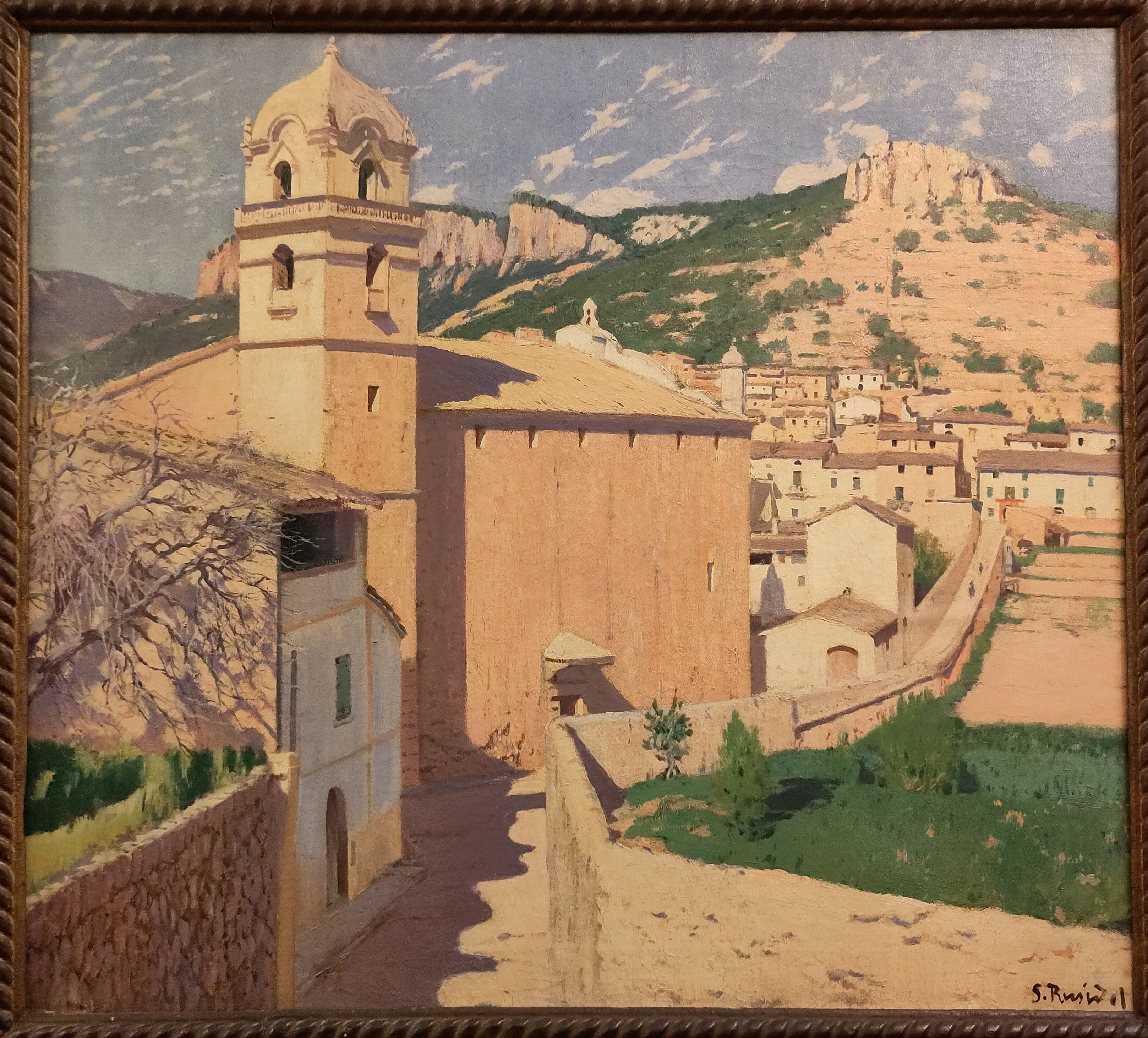
Vista de Bunyola, obra de Santiago Rusiñol
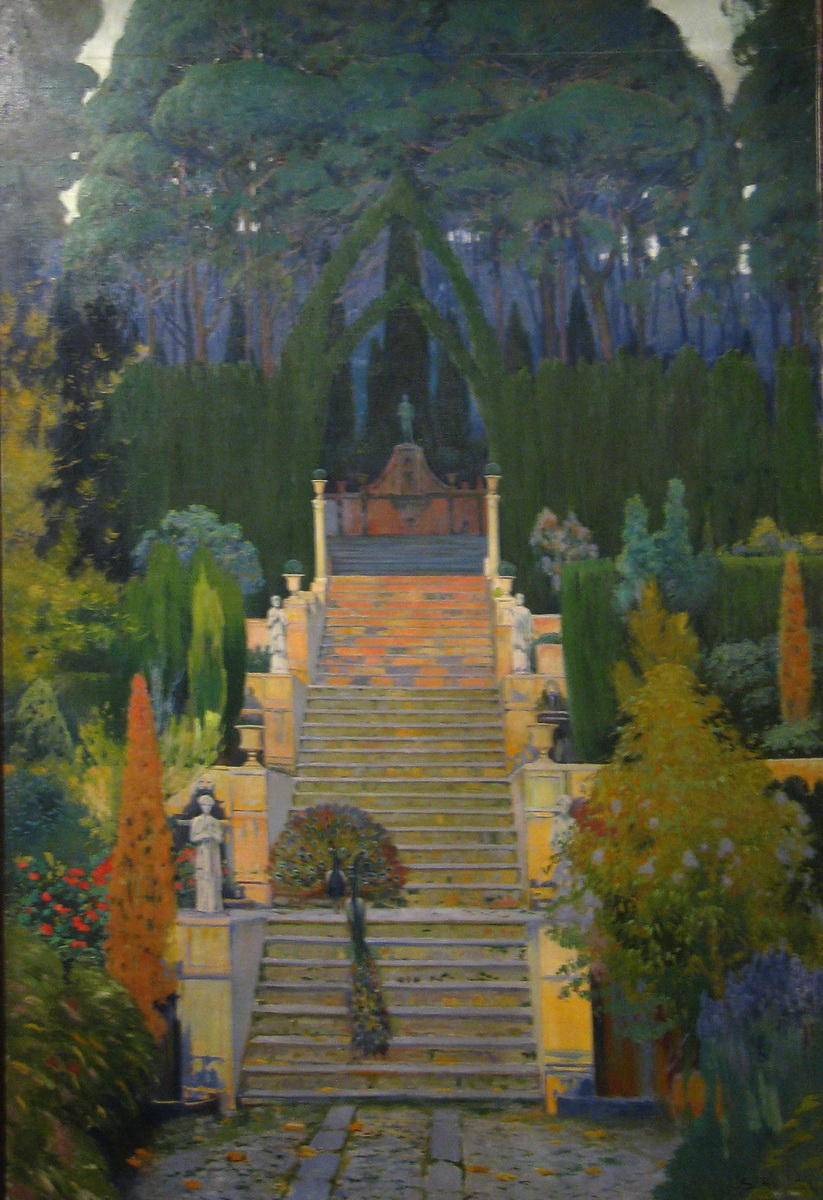
Jardins de Raixa, obra de Santiago Rusiñol
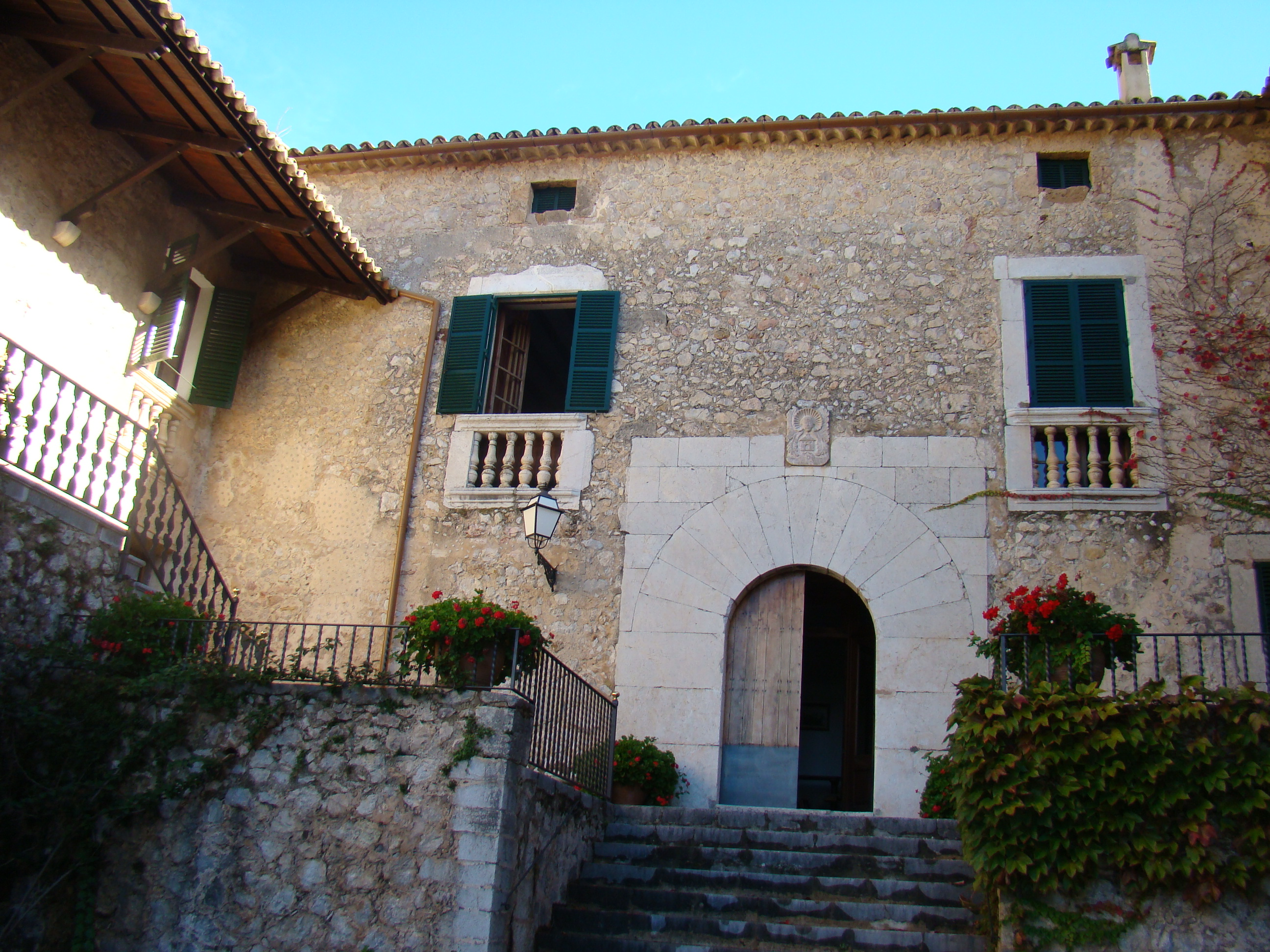
Façana de les cases de Coma-sema
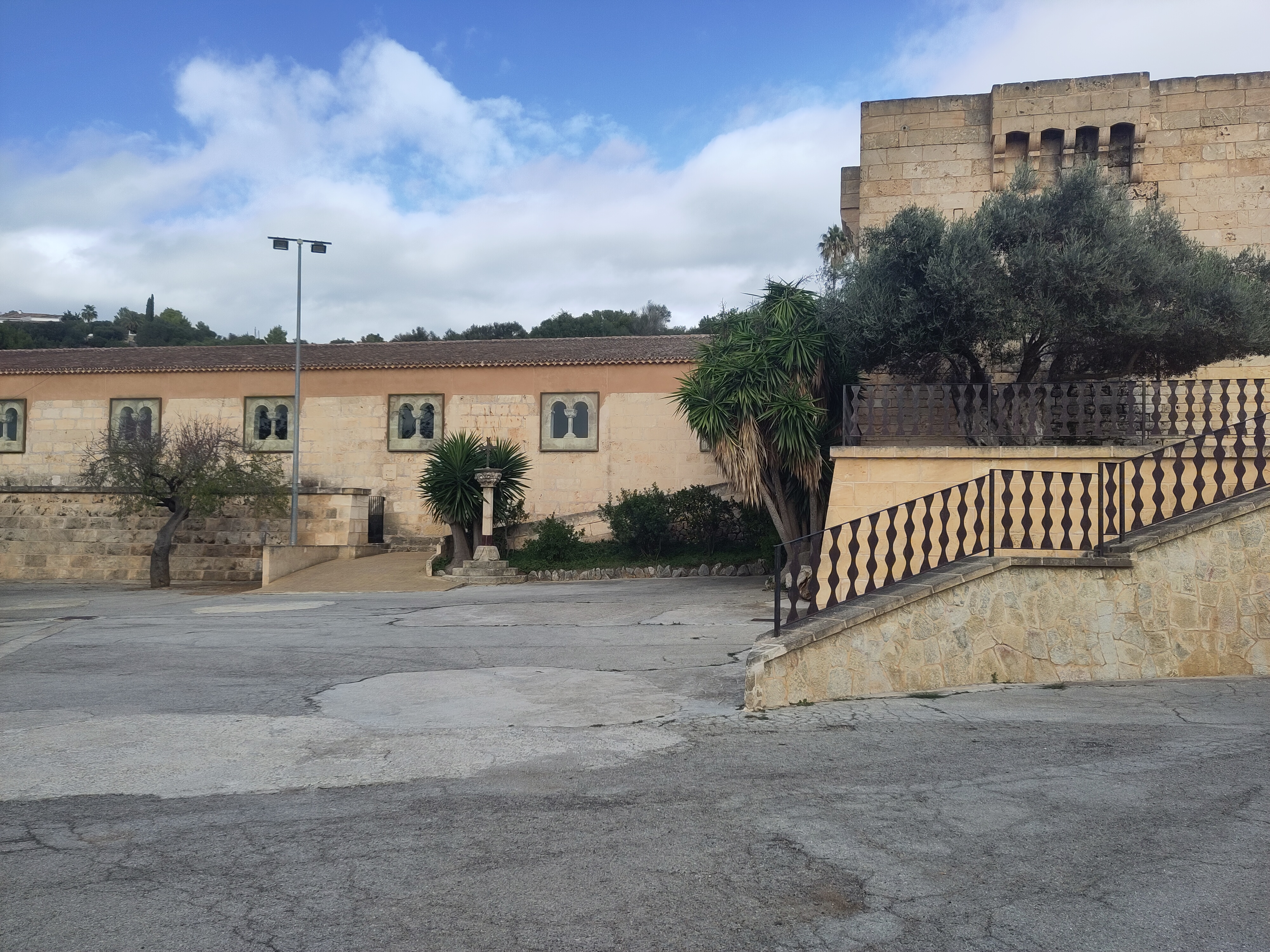
Cases de Son Termens

## Organització política
| Eleccions municipals de 28 de maig de 2023 - Bunyola |                                              |                                     |                                       |       |          |          |
| Candidatura | Candidatura                                  | Candidatura                         | Cap de llista                         | Vots  | Vots     | Regidors |
| | Partit Popular de les Illes Balears          |                                     | Joan Toni Riera Llabrés               | 1076  | 29,01%   | 4        |
| | Agrupació d'Electors Esquerra Oberta Bunyola |                                     | Maria de les Mercès Bujosa Estarellas | 916   | 27,7%    | 3        |
| | Som Avi - El Pi                              |                                     | Miquel Ballester Ferrer               | 811   | 21,87%   | 3        |
| | Partit Socialista de les Illes Balears       |                                     | Miquel Palou Quetgles                 | 513   | 13,87%   | 2        |
| | Vox                                          |                                     | María José Verdú Torres               | 344   | 9,27%    | 1        |
| | Vots en blanc                                |                                     |                                       | 49    | 1,32%    |          |
| Total vots vàlids i regidors | Total vots vàlids i regidors                 | Total vots vàlids i regidors        | Total vots vàlids i regidors          | 3709  | 100 %    | 13       |
| | Vots nuls                                    | Vots nuls                           | Vots nuls                             | 50    | 1,33%    |          |
| Participació (vots vàlids més nuls) | Participació (vots vàlids més nuls)          | Participació (vots vàlids més nuls) | Participació (vots vàlids més nuls)   | 3759  | 68,87%** |          |
| Abstenció | Abstenció                                    | Abstenció                           | Abstenció                             | 1699* | 31,13%** |          |
| Total cens electoral | Total cens electoral                         | Total cens electoral                | Total cens electoral                  | 5458* | 100 %**  |          |
| Batle: Joan Toni Riera Llabrés (PP) després de pactar amb Som Avi - El Pi. Des de l'agost de 2024 la batlessa és Maria Antònia Serralta (PP) per renúncia del primer. Per ser la llista més votada, després de no haver obtingut majoria absoluta dels regidors |                                              |                                     |                                       |       |          |          |
| Fonts: Infoelectoral (* No són vots sinó electors. ** Percentatge respecte del cens electoral.) |                                              |                                     |                                       |       |          |          |

## Comunicacions

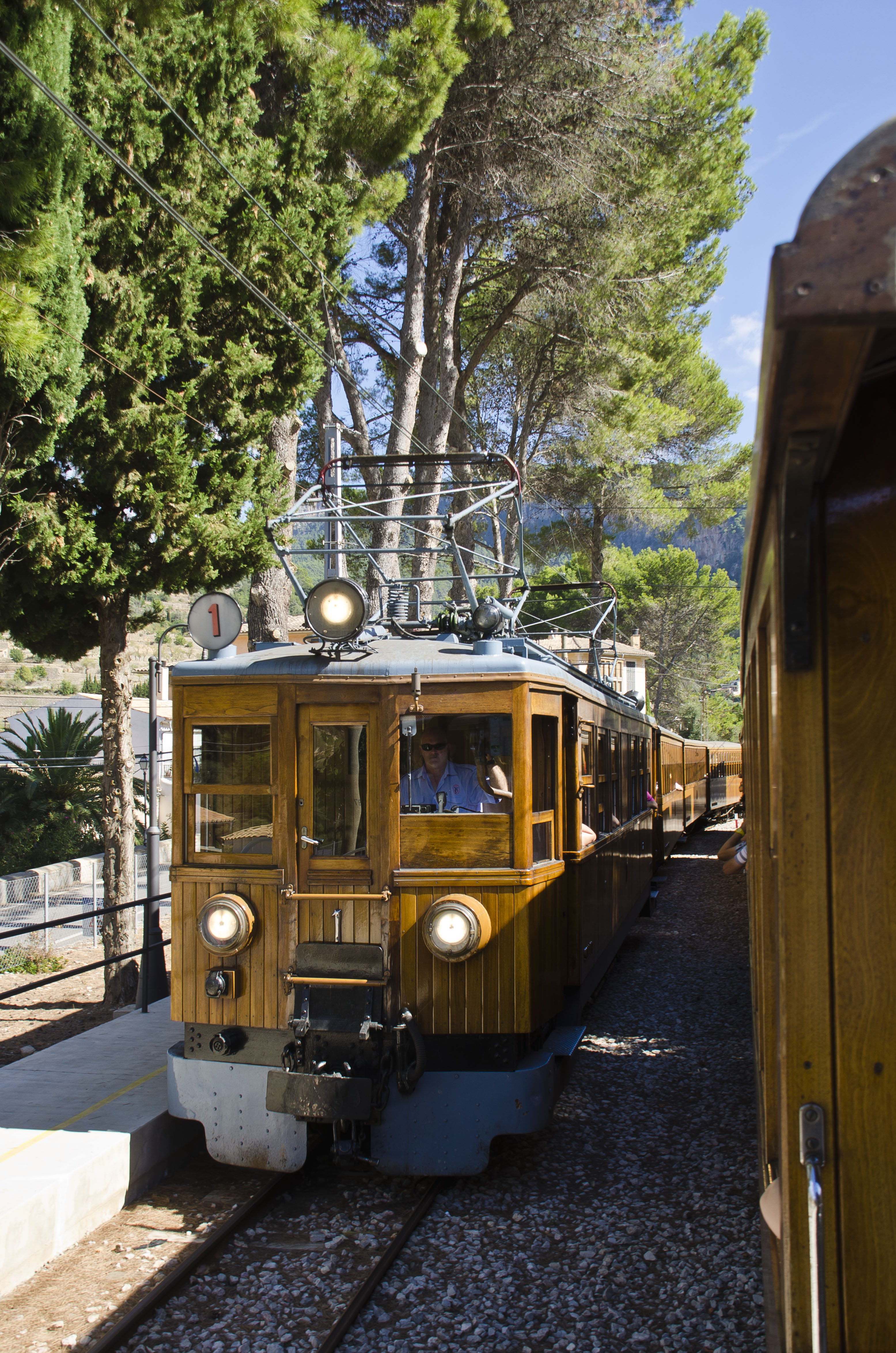
El tren de Sóller a Bunyola

### Carretera
La carretera Ma-11 (Palma – Sóller) travessa la part sud-occidental del municipi, donant accés tant al poble de Bunyola (per un ramal) com a Palmanyola i a l'Hospital Joan March. Aquesta via connecta amb Palma (a uns 15 km) i, cap al nord, travessa la serra pel túnel de Sóller (peatge suprimit el 2017) o pel històric coll de Sóller, comunicant amb la vall de Sóller. Una altra carretera important és la Ma-2100, que uneix Bunyola amb Santa Maria del Camí passant pel coll d'Honor, i la Ma-2110 que mena de Bunyola a Alaró via Orient (carretera de muntanya apreciada pel cicloturisme).

### Transport públic
En transport públic, Bunyola està connectada per autobús interurbà amb Palma i municipis veïns (línies del TIB, com la línia 220 Palma-Bunyola. Tanmateix, el mitjà més singular és el Ferrocarril de Sóller: el tren històric de fusta que opera des de 1912 té parada a l'estació de Bunyola, situada a la perifèria del nucli urbà. Aquest tren turístic recorre 27 km entre Palma i Sóller travessant la serra de Tramuntana, essent un transport alternatiu. Des de Bunyola, el tren tarda uns 25 minuts fins a Palma i uns 20 fins a Sóller, amb un trajecte per túnels i ponts de muntanya. A Palmanyola, que és arran de la Ma-11, hi ha servei de bus regular cap a Palma i la UIB.

### El túnel de Sóller
El Túnel de Sóller, de 3.023 metres de longitud, connecta els municipis de Bunyola i Sóller a través de la carretera Ma-11. Inaugurat el 1997, fou construït després d’una adjudicació polèmica el 1988 a l'empresari Antoni Cuart, la qual donà lloc al conegut Cas Túnel de Sóller, un escàndol de corrupció política que implicà pagaments irregulars al PP i a la Fundació Illes Balears per finançar campanyes electorals. Arran d'aquest cas, el president del Govern Balear, Gabriel Cañellas, es veié forçat a dimitir el juliol de 1995. Tot i que la justícia declarà provats els fets, els delictes prescrigueren i no hi hagué condemnes.
El 2017, el Consell de Mallorca pagà 16,28 milions d'euros per recuperar la gestió anticipada del túnel, que fins aleshores era de peatge. Des de llavors, el trànsit és gratuït. Malgrat la seva rellevància com a infraestructura viària, ha estat qualificat com un dels túnels més insegurs d'Europa.